# Paul Ingle
Pour les articles homonymes, voir Ingle.
Paul Ingle est un boxeur anglais né le 22 juin 1972 à Scarborough.

## Biographie
Passé professionnel en 1994, il devient champion britannique des poids plumes en 1997 puis champion d'Europe EBU l'année suivante et champion du monde IBF de la catégorie le 13 novembre 1999 après sa victoire aux points contre le mexicain Manuel Medina. Ingle conserve sa ceinture face à Junior Jones puis s'incline au 12e round contre Mbulelo Botile le 16 décembre 2000. Il met un terme à sa carrière après ce combat sur un bilan de 23 victoires et 2 défaites.